# Harmen Fraanje
Harmen Fraanje (Roosendaal, 23 januari 1976) is een Nederlandse pianist en componist.
Harmen Fraanje is een pianist, composer uit Nederland. Hij heeft verscheidene projecten, zoals zijn soloproject, trio Reijseger Fraanje Sylla (met Ernst Reijseger en Mola Sylla), een duo met de Noorse trompettist Arve Henriksen, een trio met de Finse musici Aino Peltomaa (zang) en Mikko Perkola (viola da gamba & effecten) en een quartet met de Franse musici Magic Malik, Brice Soniano en Toma Gouband. Deze groepen spelen voornamelijk eigen werk met veel ruimte voor improvisatie.
Harmen is ook zeer actief als sideman in groepen zoals het Mats Eilertsen Trio, Eric Vloeimans’ Fugimundi met Anton Goudsmit, en Michael Moore’s Fragile Quartet. Met deze projecten geeft hij veelvuldig wereldwijd concerten. Albums van de projecten waarbij hij betrokken is, zijn uitgebracht bij gerenommeerde labels zoals ECM, Winter & Winter, Outhere Music, Hubro Music, Challenge Jazz.
Harmen werkte samen met onder meer Ambrose Akinmusire, Mark Turner, Kenny Wheeler, Arve Henriksen, Thomas Morgan, Tony Malaby, Han Bennink, Ernst Reijseger, Trygve Seim, Magic Malik, Nelson Veras, Theo Bleckmann, Ben Monder, Enrico Rava, Werner Herzog, Trio Mediaeval, Hein van de Geyn, Perico Sambeat, Igor Roma, Louis Moholo, Ferenc Kovács, Rudi Mahall en Cristina Branco.
Harmen is voorzitter van de Jazz Piano faculteit van het Conservatorium van Amsterdam. Hij wordt daarnaast regelmatig uitgenodigd om workshops en masterclasses te geven op andere Europese conservatoria.
Harmen woont met zijn gezin in Amsterdam, Nederland. 